# 库德凯尔克村
库德凯尔克村（法語：Coudekerque-Village，發音：[kudkɛʁk vilaʒ]）是法国上法蘭西大區北部省敦刻尔克区的一个旧市镇。2016年1月1日，库德凯尔克村与市镇泰特盖姆合并为新市镇泰特盖姆-库德凯尔克村，并成为了泰特盖姆-库德凯尔克村的委派市镇。

## 地理
库德凯尔克村（50°59'39"N, 2°24'59"E）面积12.03 平方千米，位于法国上法蘭西大區北部省，该省份为法国最北部的省份及最长的省份，西北濒北海，西接加来海峡省，南至埃纳省和索姆省，东与比利时接壤。
与库德凯尔克村接壤的市镇（或旧市镇、城区）包括：泰特盖姆、贝尔格、比耶尔讷、大卡佩勒、库德凯尔克布朗什、瓦米勒。
库德凯尔克村的时区为UTC+01:00、UTC+02:00（夏令时）。

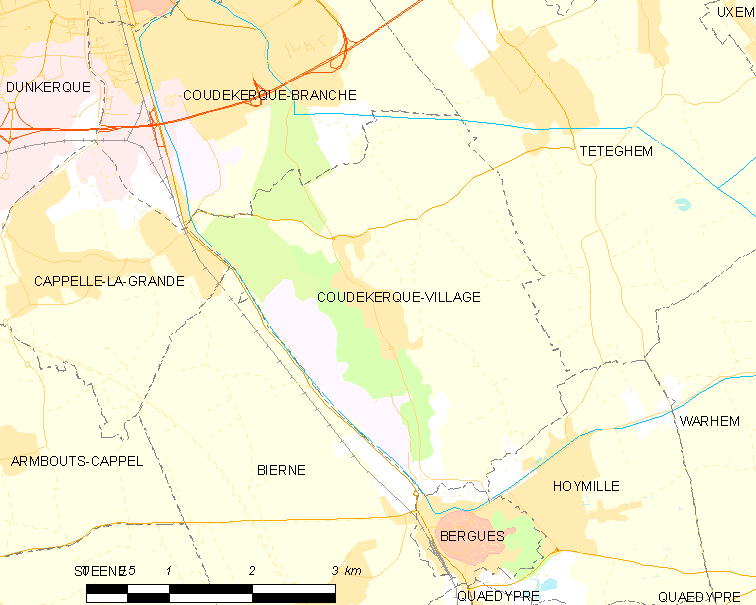
库德凯尔克村的OSM定位图

## 行政
库德凯尔克村的邮政编码为59380，INSEE市镇编码为59154。

## 政治
库德凯尔克村所属的省级选区为库德凯尔克布朗什县。

## 人口

1962-2008年间库德凯尔克村人口变化图示

库德凯尔克村于2018年1月1日时的人口数量为1385人。